# Banque cantonale neuchâteloise
La Banque cantonale Neuchâteloise,in italiano Banca cantonale di Neuchâtel, o BCN è una delle 24 banche cantonali aderenti all'associazione delle banche cantonali svizzere. Con sede a Neuchâtel venne fondata nel 1883 e nel 2014 aveva 12 filiali in tutta Svizzera e 264 dipendenti.

## Dati
Il suo valore azionario è pari a 9 979,04 mln di CHF.